# Hilișeu-Crișan
Hilișeu-Crișan – wieś w Rumunii, w okręgu Botoszany, w gminie Hilișeu-Horia. W 2011 roku liczyła 1137 mieszkańców.